# Casares de las Hurdes
Casares de las Hurdes é um município da Espanha na comarca de Las Hurdes, província de Cáceres, comunidade autónoma da Estremadura. Tem 20,8 km² de área e em 2021 tinha 383 habitantes (densidade: 18,4 hab./km²).

## Demografia
| Variação demográfica do município entre 1991 e 2004 [carece de fontes?] | Variação demográfica do município entre 1991 e 2004 [carece de fontes?] | Variação demográfica do município entre 1991 e 2004 [carece de fontes?] | Variação demográfica do município entre 1991 e 2004 [carece de fontes?] |
| ----------------------------------------------------------------------- | ----------------------------------------------------------------------- | ----------------------------------------------------------------------- | ----------------------------------------------------------------------- |
| 1991                                                                    | 1996                                                                    | 2001                                                                    | 2004                                                                    |
| 1012                                                                    | 904                                                                     | 647                                                                     | 619                                                                     |